# North British Distillery
La North British distillery est une distillerie de whisky de grain située dans le quartier de Gorgie à Édimbourg, en Écosse.
Fondée par un groupe de distillateurs indépendants en 1885, elle est de nos jours une coentreprise entre Diageo et Edrington Group.

## Histoire
Avec la consommation croissante de whisky de grain à l'époque victorienne, industrialisée et connectée au réseau ferroviaire, les distillateurs indépendants ont besoin d'accéder à un producteur d'alcool de grain pur de haute qualité et à grand volume. 
En 1885, les principaux actionnaires Andrew Usher, William Sanderson et John M. Crabbie, ainsi que de nombreux autres assembleurs de whisky, fondent la North British Distillery Company Limited. La société achète une porcherie de 4 hectares à l'ouest d'Édimbourg, à proximité des banlieues en développement de Gorgie et Dalry. Le site présentait plusieurs avantages distinctifs : 
- Accès direct au réseau ferroviaire national en développement via le Edinburgh Suburban and Southside Junction Railway (en) permettant l'accès aux intrants pour les céréales et la distribution des produits en sortie ;
- Accès proche au port de Leith, permettant une importation facile de céréales et plus tard de maïs.

Le nouveau réseau d'égouts principal de la ville s'étend à moins de 100 mètres du site, permettant ainsi une évacuation facile des effluents. La production commence en 1887, et dans l'année suivant son ouverture, la distillerie produit 3 600 000 litres d'alcool par an, à un prix d'un shilling et trois pence par gallon d'épreuve. Au début de la Première Guerre mondiale, la production passe à 9 000 000 litres par an, mais s'arrête en 1917 en raison d'un manque d'approvisionnement économique en céréales. Converti à la production d'acétone pour une utilisation dans les munitions, le site reprend la production en 1920. Ayant atteint les niveaux de production d'avant-guerre en 1925, avec la prohibition aux États-Unis, suivie par la Grande Dépression des années 1930, la production tombe à un niveau historiquement bas de 1 200 000 litres par an. Elle a à peine retrouvé des niveaux similaires à ceux de l'après-Première Guerre mondiale au début de la Seconde Guerre mondiale, qui a de nouveau vu la production suspendue. Le site est utilisé initialement comme entrepôt à céréales, et plus tard comme dépôt de ravitaillement du jour J.
Juste après la reprise de la production, en 1948, les premières malteries de saladin sont installées. Avec la fin du rationnement au début des années 1950, la production a de nouveau atteint les niveaux d'avant la Première Guerre mondiale. À la fin des années 1950, le site est agrandi pour inclure l'ancien dépôt adjacent de la Edinburgh Corporation Tramways (en), afin de fournir de l'espace pour de nouveaux entrepôts. En 1967, la carrière de Darney à East Woodburn (en), dans le Northumberland, est rouverte pour permettre une extension des bâtiments en pierre d'origine, et le reste pendant deux ans pour permettre l'ajout de bureaux et d'installations de brassage supplémentaires.
En 1970, 12 hectares de terrain sont acquis à Addiewell, dans le West Lothian, pour créer six entrepôts à rayonnages et un magasin de remplissage, auxquels s'ajoutent trois entrepôts à rayonnages supplémentaires en 1975. La même année, une parcelle adjacente de 12 hectares est acquise de l'autre côté (sud) de l'A71. À cette époque, l'augmentation de la production est rendue possible par des investissements dans des installations de production, permettant une production de 36 400 000 litres en 1979. 
Le ralentissement économique de la fin des années 1970 et du début des années 1980 entraîne des pertes d'emplois, car la capacité de production a été planifiée sur une augmentation de 10 % d'une année sur l'autre. Après que la production est tombée à 11 400 000 litres, la reprise économique entraîne une consolidation de la production de whisky écossais et la fermeture en 1988 de la Caledonian, l'autre distillerie de céréales d'Édimbourg. Ainsi, en 1991, la production remonte à 41 700 000 litres.
En 1993, les actionnaires Robertson & Baxter et International Distillers & Vintners (en) (IDV) forment la coentreprise Lothian Distillers, qui rachète tous les autres actionnaires pour un prix convenu de 84 millions de livres sterling. Un plan d'expansion permet la production d'un alcool neutre en céréales pour soutenir la marque de vodka Smirnoff d'IDV, et la capacité maximale de l'usine est portée à 61 600 000 litres. 
La rationalisation a conduit à la vente des sites de malterie et d'entreposage de Slateford Road et de Westfield Road, respectivement en 2002 et 2003. La majeure partie des entrepôts de maturation se trouve à Addiewell, où quatre autres entrepôts ont été construits depuis 2002, sur le site acquis en 1975,.